# Herzogtum Troppau

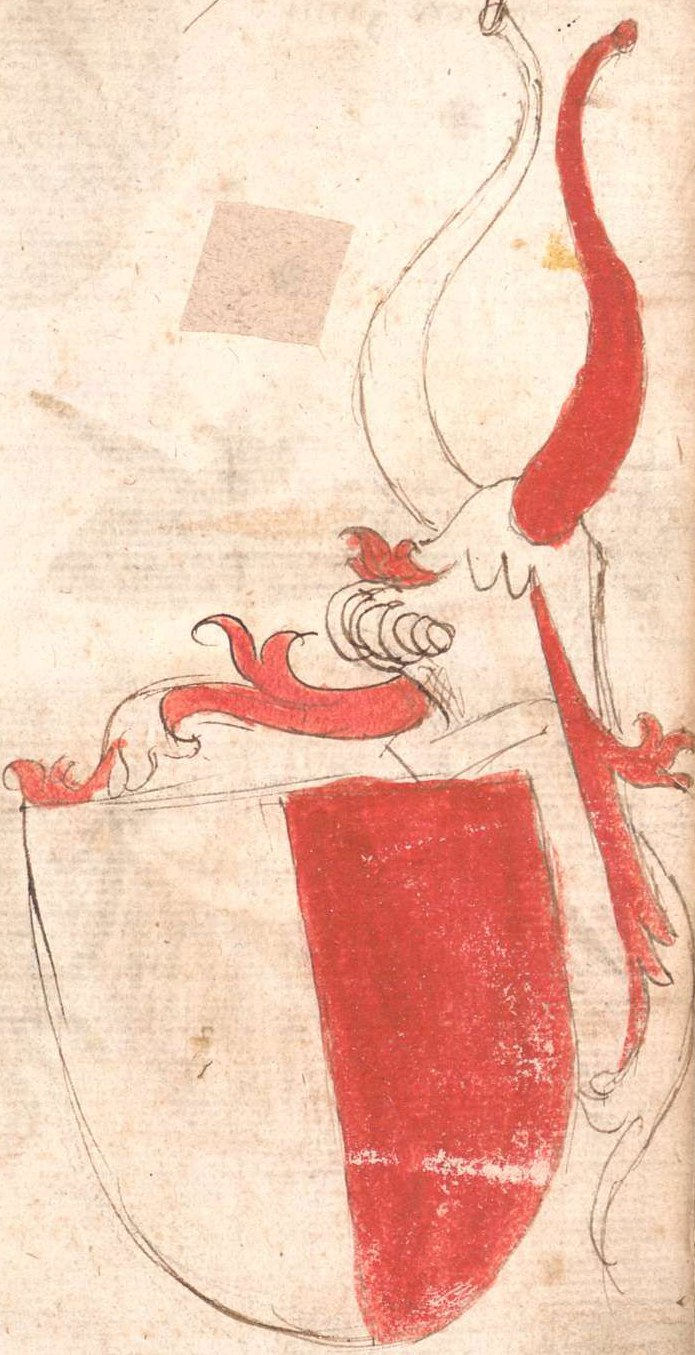
Rot-silberner Wappenschild des Herzogtums Troppau

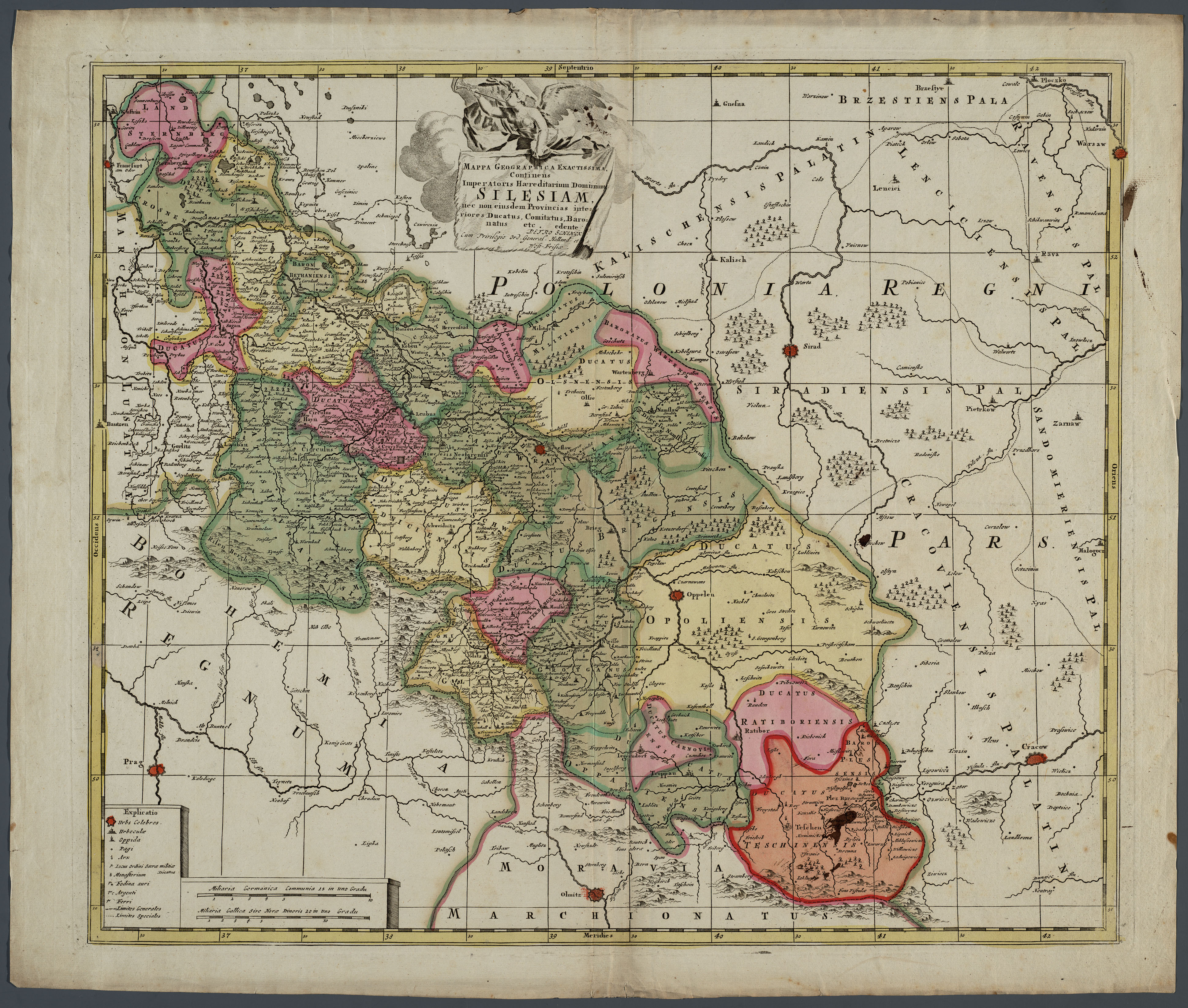
Herzogtum Troppau (Ducatus Oppaviensis), Schlesienkarte von Petrus Schenk, 1710

Zwischen 1260 und 1269 wies der böhmische König Ottokar II. Přemysl seinem außerehelichen Sohn Nikolaus I. die Provinz Troppau zu, die zur Markgrafschaft Mähren gehörte. Die Erhebung zu einem eigenständigen Herzogtum Troppau erfolgte erst 1318 für dessen gleichnamigen Sohn Nikolaus II. 1377 wurde das Herzogtum Troppau geteilt, wobei die Teilherzogtümer Jägerndorf, Freudenthal und Leobschütz entstanden. Das so verkleinerte Herzogtum Troppau wurde bis 1464 vom Troppauer Zweig der böhmischen Přemysliden regiert. Anschließend gelangte es an den böhmischen König Georg von Podiebrad und während der Auseinandersetzungen um dessen Nachfolge an den ungarischen König Matthias Corvinus. Nach weiteren Besitzerwechseln und unmittelbar landesherrlichem Besitz im 16. Jahrhundert fiel es nach der Schlacht am Weißen Berg 1622 an das Haus Liechtenstein. Residenzort war die im Grenzgebiet zu Schlesien liegende Stadt Troppau, die um 1200 im Zuge der deutschen Ostsiedlung gegründet worden war.

## Geschichte
Zwischen 1260 und 1269 übertrug der böhmische König Ottokar II. die landesherrliche mährische Provinz Troppau seinem außerehelichen Sohn Nikolaus I., der 1269 erstmals als Herr von Troppau titulierte und die Troppauer Stammlinie der Přemysliden begründete. Nach der Schlacht auf dem Marchfeld, bei der Ottokar II. 1278 den Tod fand, geriet Nikolaus I. in ungarische Gefangenschaft, aus der er erst 1280 entlassen wurde. Obwohl er vom Römisch-deutschen König Rudolf I. wieder in seine Rechte eingesetzt wurde, kam es zu kriegerischen Machtkämpfen mit seiner Stiefmutter Kunigunde, die die Einnahmen aus der Provinz Troppau bezog und ab 1279 in einem heimlichen Liebesverhältnis mit dem Witigonen Zawisch von Falkenstein auf der Troppauer Herzogsburg Grätz lebte. Er bekleidete ab 1281 das Amt des dortigen Burggrafen. Erst nach Kunigundes Tod 1285 wurde Nikolaus I. mit Unterstützung Rudolfs I. in seine Rechte eingesetzt und von seinem Stiefbruder Wenzel II. auf einflussreiche Positionen in Kleinpolen sowie zum Statthalter von Großpolen befördert. Nach der Ermordung des Königs Wenzel III., mit dem 1306 die direkte Linie der Přemysliden im Mannesstamm erlosch, blieb Nikolaus I. weiterhin im Besitz seines Troppauer Gebietes. 1308 wurde es jedoch vom böhmischen König Heinrich von Kärnten an den Stiefschwager des Herzogs Nikolaus I., Boleslaw III. von Liegnitz, verpfändet. Dieser war mit Margarethe, einer Tochter des Königs Wenzels II. verheiratet, von dem er die versprochene Mitgift nicht erhalten hatte. Deshalb wurde er auf diese Weise entschädigt. 1311 erkannte Heinrichs Nachfolger Johann von Luxemburg die Pfandschaft an, verlangte jedoch nach Bezahlung der Pfandsumme die Rückgabe an die Krone Böhmen, wodurch das Troppauer Gebiet als erledigtes Lehen an den Landesherrn zurückfiel. Kurz vor dem Tod Nikolaus I. 1318 belehnte König Johann dessen gleichnamigen Sohn Nikolaus II. mit dem Troppauer Gebiet, das er gleichzeitig zu einem eigenständigen Herzogtum erhob. Dadurch wurde Troppau staatsrechtlich von Mähren abgetrennt. Er verlegte nach seinem Herrschaftsantritt die Residenz von Grätz nach Troppau.
Nach dem Erlöschen des Ratiborer Zweigs der Schlesischen Piasten mit Herzog Lestko 1336, erhielt Herzog Nikolaus II., der mit Lestkos Schwester Anna verheiratet war, von König Johann 1337 das Herzogtum Ratibor, das seit 1327 ebenfalls ein Lehen der Krone Böhmen war und für den Zeitraum der přemyslidischen Herrschaft als Herzogtum (Troppau)-Ratibor bezeichnet wird. Durch die Doppelherrschaft stieg Nikolaus II. zu einem der mächtigsten Fürsten am Oberlauf der Oder auf. 1348 bestätigte Johanns Sohn und Nachfolger Karl IV. das Herzogtum Troppau zusammen mit dem Bistum Olmütz und der Markgrafschaft Mähren als ein böhmisches Lehen. 
Nach dem Tod des Herzogs Nikolaus II. 1365 erbte dessen ältester Sohn Johann I., der als einziger der Ehe Nikolaus II. mit Anna von Ratibor entstammte, das Herzogtum (Troppau)-Ratibor als Alleinerbe. Zugleich verwaltete er das Herzogtum Troppau für sich und seine jüngeren Brüder Nikolaus III., Wenzel I. und Přemysl/Přemko I. Erst 1377 erfolgte die Teilung der zu Troppau gehörenden Gebiete. Die Herzöge Přemysl I. und Wenzel I. erhielten das östliche Gebiet mit den Städten Troppau und Hultschin sowie die Burgen Grätz und Landek. Johann I. erhielt Jägerndorf und Freudenthal sowie die Burg Fürstenwalde und blieb weiterhin alleiniger Besitzer von (Troppau)-Ratibor. Nikolaus III. erhielt Leobschütz sowie die Burg Edelštejn. Nach dem frühen Tod des Herzogs Wenzel I. 1381 gelangte dessen Anteil an Přemysl I. Er musste jedoch Landek und weitere Gebiete an die Herzöge von Oels abtreten und Grätz an die Herren von Krawarn. Nach dem Tod des Herzogs Nikolaus II. 1394 erbte er Leobschütz.
Als Alleinerbe des Herzogtums Ratibor begründete Johann I. die Přemyslidische Stammlinie Troppau-Ratibor. Während die direkte Stammlinie Troppau um 1485 erlosch, bestand die Stammlinie Troppau-Ratibor, deren letzter Herzog Valentin von (Troppau)-Ratibor war, bis 1521. Durch die Regentschaft der Troppauer Přemysliden im Herzogtum Ratibor erfolgte auch eine Hinwendung des Herzogtums Troppau zu Schlesien, wodurch es nachfolgend zu den Schlesischen Herzogtümern gerechnet wurde, obwohl diese ursprünglich alle von den Schlesischen Piasten regiert wurden. 
Während der Hussitenkriege wurde das Gebiet von Troppau mehrfach verwüstet, jedoch konnte Herzog Přemysl I. die Stadt Troppau bis 1431 weitgehend beschützen. Nach seinem Tod 1433 übernahm der älteste Sohn Wenzel II. die Vormundschaft über seine jüngeren Stiefbrüder Wilhelm, Ernst und Přemysl/Primislaus II., während der ebenfalls schon volljährige zweitgeborene Bruder Nikolaus IV. als Herr auf Zuckmantel titulierte. Obwohl ihr Vater testamentarisch bestimmte, dass seine Gebiete nicht gesondert werden sollten, um so einer weiteren Zersplitterung vorzubeugen, teilten sie um 1435 den ererbten Besitz. Wenzel II. erhielt das Herzogtum Leobschütz sowie einen Teil von Troppau, während Wilhelm und Ernst je einen Teil von Troppau bekamen und Přemysl/Primislaus II., der dem geistlichen Stand angehörte, vermutlich leer ausging. 
1451 übertrug Wilhelm, der in der Zwischenzeit an das Herzogtum Münsterberg gelangt war, seinem jüngeren Bruder Ernst den Erbanspruch auf Münsterberg und erwarb als Gegenleistung von diesem dessen Drittel-Anteil am Herzogtum Troppau. Dadurch gehörten Wilhelm nunmehr zwei Drittel von Troppau. Nach Wilhelms nur ein Jahr später erfolgten Tod übernahm sein Bruder Ernst die Vormundschaft über dessen Kinder. Als deren Vormund verkaufte er nach 1454 den ihnen zustehenden Zwei-Drittel-Anteil an Troppau dem Oppelner Herzog Bolko V. Nach dessen Tod 1460 gelang es dem böhmischen König Georg von Podiebrad, der das Herzogtum Oppeln zunächst als erledigtes Lehen einzog, von Bolkos Bruder Nikolaus I. den Zwei-Drittel-Anteil von Troppau zu erlangen. Als Gegenleistung verlieh er ihm neuerlich das Herzogtum Oppeln. 1464 erwarb Georg von Podiebrad das letzte Drittel von Troppau von Herzog Johann II. „Pius“, der weiterhin im Besitz von Leobschütz blieb. 
Das so erlangte Herzogtum Troppau übertrug König Georg von Podiebrad 1465 seinen Söhnen Viktorin, Heinrich d. Ä. und Heinrich d. J., die zusammen mit ihrem Vater und dem Troppauer Landeshauptmann Bernhard Birka von Nassiedel (Bernard Bírka z Násilé) den Gegenkönig Matthias Corvinus bekämpften. Bei dessen Zug nach Schlesien 1469 geriet Herzog Viktorin in ungarische Gefangenschaft. Da Matthias Corvinus für die Freilassung Viktorins ein hohes Lösegeld verlangte, mussten die Brüder nach dem Tod ihres Vaters Georgs von Podiebrad 1471 ihr Erbe teilen. Das Herzogtum Troppau erhielt Viktorin, der nun seinen früheren Feind Matthias Corvinus unterstützte. Trotzdem musste er das Herzogtum Troppau 1485 im Tausch gegen unbedeutendere Gebiete an Matthias Corvinus abtreten, der es seinem unehelichen Sohn Johann Corvinus übertrug, der nach dem Tod des letzten Troppauer Přemysliden Johann II. „Pius“ um 1485 auch an das Herzogtum Leobschütz gelangte, das er wiederum mit Troppau verband. Obwohl Viktorin von Podiebrad nach dem Tod des Königs Matthias Corvinus 1490 die Rückgabe forderte, blieb Johann Corvinus bis 1501 im Besitz von Troppau. In diesem Jahre wurde es vom böhmischen König Vladislav II. als erledigtes Lehen eingezogen und an seinen Bruder Sigismund verlehnt, der 1506 König von Polen wurde und das Troppauer Lehen erst 1511 zurückgab. Danach fiel es als Erbfürstentum an die Krone Böhmen heim, die 1526 an die Habsburger gelangte. 
1614 übertrug König Matthias das Erbfürstentum Troppau dem Konvertiten Karl I. von Liechtenstein, wobei er dessen herzoglichen Rechte einschränkte. Neben der Zahlung einer Pfandsumme von 125.000 Talern musste er sich auf das katholische Bekenntnis verpflichten. Vermutlich, weil er sofort mit gegenreformatorischen Maßnahmen begann, wurde er von den Troppauer Ständen abgelehnt, die zugleich die staatsrechtliche Zugehörigkeit Troppaus zu Mähren forderten. Während des Böhmischen Ständeaufstands wurde der Katholik und Habsburg-Anhänger Karl von Liechtenstein von der ständisch-protestantischen Opposition enteignet. Nach der Niederlage in der Schlacht am Weißen Berg 1620 und dem Dresdner Akkord vom 28. Februar 1621, mit dem der Abfall Schlesiens von Habsburg glimpflich geregelt und der Zustand von 1618 wiederhergestellt wurde, anerkannten die schlesischen Stände Kaiser Ferdinand II. als ihren rechtmäßigen Herrn, wobei ihnen zugleich ihre bisherigen Privilegien bestätigt wurden. Da für Mähren ähnliche Vorteile nicht galten, wollten nun auch die Troppauer Stände und die Troppauer Ritterschaft wieder zu Schlesien gerechnet werden. Deshalb beteiligten sie sich am 3. November 1621 in Breslau an dem Treuegelöbnis, das vom Oberlandeshauptmann Georg Ludwig von Liegnitz entgegengenommen wurde.
1622 erhielt Karl von Liechtenstein das Herzogtum Troppau wieder zurück. Zugleich wurde er mit dem benachbarten Herzogtum Jägerndorf belehnt, das der Protestant Johann Georg von Brandenburg verloren hatte. Nach Karls Tod folgte ihm 1629 sein Sohn Karl Eusebius, der die von seinem Vater verfolgte Rekatholisierung seiner Gebiete erfolgreich weiterführte. Mit dem Tod von dessen Sohn Johann Adam Andreas im Jahre 1712 gelangte Troppau an Anton Florian von Liechtenstein und damit an die Gundakarische Stammlinie der Fürsten von Liechtenstein.
Nach dem Ersten Schlesischen Krieg 1742 fiel der größte Teil Schlesiens an Preußen. Das Herzogtum Troppau verlor seine Gebiete nördlich der Oppa an Preußen. Das restliche Gebiet wurde Österreichisch-Schlesien inkorporiert und blieb bis zur Gründung der Tschechoslowakei 1918 im Besitz des Hauses Liechtenstein. Der jeweilige regierende Fürst von Liechtenstein führt weiterhin die Titulatur „Herzog von Troppau“.

## Herzöge von Troppau aus der přemyslidischen Stammlinie Troppau
1. Nikolaus I. († 1318); ⚭ 1285 Adelheid von Habsburg, eine Nichte des Kaisers Rudolf I.; 1260/69–1318 Herr von Troppau
  1. Wenzel († 1367), seit 1324 Kanoniker in Prag und Olmütz
  2. Johann († 1325)
  3. Nikolaus II. († 1365); ⚭ 1. um 1318 Anna († um 1340), eine Tochter des Herzogs Primislaus von Ratibor; ⚭ 2. um 1342/5 Hedwig († 1359), eine Tochter des Herzogs Konrad I. von Oels († 1366); ⚭ 3. 1360 Jutta († nach 1378), eine Tochter des Herzogs Boleslaw II. von Falkenberg; 1318–1365 Herzog von Troppau, 1337–1365 Herzog von (Troppau)-Ratibor
    1. Johann I. († 1380/82), ⚭ 1361 Anna, eine Tochter des Herzogs Heinrich V. von Glogau-Sagan († 1369); 1365–1380/82 Herzog von ´(Troppau)-Ratibor, 1367–1377 Herzog von Troppau und ab 1377 Herzog von Jägerndorf und Freudenthal. Als Alleinerbe des Herzogtums Ratibor begründete er die Přemyslidische Stammlinie Troppau-Ratibor, die bis 1521 existierte.
    2. Nikolaus III. († 1394); 1367–1377 Herzog von Troppau und 1377–1394 Herzog von Leobschütz
    3. Wenzel I. († 1381), 1367–1381 Herzog von Troppau
    4. Přemysl/Primislaus I. († 1433); ⚭ um 1395 Anna von Lutz († 1405); ⚭ 2. Katharina von Münsterberg († 1422), eine Schwester des letzten Münsterberger Piasten Johann I.; ⚭ 3. Helena von Bosnien († 1435); 1365–1433 Herzog von Troppau, ab 1394 auch Herzog von Leobschütz
      1. Wenzel II. († 1446); ⚭ um 1420 Elisabeth von Krawarn; ab etwa 1435 Herzog von Leobschütz sowie Herr auf Fulnek
        1. Johann I. Hanuš († 1454); 1445/47–1454 Teil-Herzog von Troppau und Leobschütz sowie Herr auf Fulnek
        2. Johann II. Pius; 1445/47 bis 1464 Teil-Herzog von Troppau und Herr auf Fulnek, 1445/47–1485 Herzog von Leobschütz; ⚭ mit Katharina N. N. Verkaufte seinen Drittel-Anteil von Troppau 1464 an Georg von Podiebrad. Mit Johanns II. Tod um 1485 erlosch die direkte Stammlinie der Troppauer Přemysliden.

      2. Nikolaus IV. († 1437), 1433–1437 Herzog von Troppau, Herr auf Zuckmantel
      3. Wilhelm von Troppau († 1452), 1433–1452 Herzog von Troppau und 1443–1452 Herzog von Münsterberg
        1. Friedrich († 1470)
        2. Wenzel III. († 1474)
        3. Přemysl/Primislaus III. († 1493)

      4. Ernst von Troppau († 1464), 1433–1461 Herzog von Troppau und 1452–1456 Herzog von Münsterberg
      5. Přemysl/Primislaus II. († 1478), Kanoniker in Breslau

## Herzöge von Troppau von 1464 bis 1918
- 1464 König Georg von Podiebrad
- 1465–1472 Viktorin, Heinrich d. Ä. und Heinrich d. J., Söhne Georgs von Podiebrad
- 1472–1485 Viktorin, Sohn Georgs von Podiebrad
- 1485–1501 Johann Corvinus, Sohn des Königs Matthias Corvinus
- 1501–1511 Sigismund, Bruder des böhmischen Königs Vladislav II.
- 1511–1614 als Erbfürstentum im landesherrlichen Besitz
- 1614–1618 Karl I. von Liechtenstein
- 1618–1622 Heimfall durch Enteignung
- 1622–1627 Karl I. von Liechtenstein
- 1627–1684 Karl Eusebius von Liechtenstein
- 1684–1712 Johann Adam Andreas von Liechtenstein
- 1712–1918 Gundakarische Stammlinie der Fürsten von Liechtenstein

## Herzöge von (Troppau)-Ratibor aus der přemyslidischen Stammlinie Troppau-Ratibor
1. Nikolaus II. († 1365); 1318–1365 Herzog von Troppau, 1337–1365 Herzog von (Troppau)-Ratibor
  1. Johann I. († 1380/82), ⚭ 1361 Anna, eine Tochter des Herzogs Heinrich V. von Glogau-Sagan († 1369). Mit ihr begründete er die Přemyslidische Stammlinie Troppau-Ratibor.
  2. Johann II. „der Eiserne“ († 1424); ⚭ 1407 Helene von Litauen, eine Nichte des polnischen Königs Władysław II. Jagiełło, Herzog von (Troppau)-Ratibor, Jägerndorf und Freudenthal. 1388–1397 Landeshauptmann und 1397–1422 Pfandherr von Glatz und Frankenstein.
    1. Nikolaus V. († 1452); ⚭ 1. um 1435 Margarethe Clemm von Ellguth; ⚭ 2. Barbara Rockenberg († 1452), Herzog von (Troppau)-Ratibor und Jägerndorf
      1. Johann IV. d. Ä. († 1483); 1452 bis zur Enteignung durch Matthias Corvinus 1474 Herzog von Jägerndorf, 1464–1483 Herzog von Loslau.
      2. Wenzel von Rybnik († 1479), 1452–1464 Herzog von Jägerndorf, 1464–1474 Herzog von Rybnik

    2. Wenzel († 1456); ⚭ 1437 Margareta († 1464), Tochter des Meseritzer Kastelans Vinzenz von Szamotuły; 1424–1437 gemeinsam mit seinem Bruder Nikolaus V. Herzog von (Troppau)-Ratibor und Jägerndorf und ab 1437 bis zu seinem Tod alleiniger Herzog von (Troppau)-Ratibor.
      1. Johann III. d. J. († 1493), ⚭ um 1478 Magdalena († 1501), Tochter des Oppelner Herzogs Nikolaus I.; 1456–1493 Herzog von (Troppau)-Ratibor.
        1. Nikolaus VI. († 1506), ⚭ 1505 Anna († um 1530), Tochter des Krakauer Unterkämmerers Zbigniew Tęczyński; 1493–1506 Herzog von (Troppau)-Ratibor
        2. Johann IV. († 1506); 1493–1506 Herzog von (Troppau)-Ratibor
        3. Valentin († 1521); 1493–1521 Herzog von (Troppau)-Ratibor. Mit ihm erlosch die Stammlinie Troppau-Ratibor der Troppauer Přemysliden. Entsprechend einem Erbvertrag fiel das Herzogtum (Troppau)-Ratibor an das piastische Herzogtum Oppeln.